# Månadsbilder

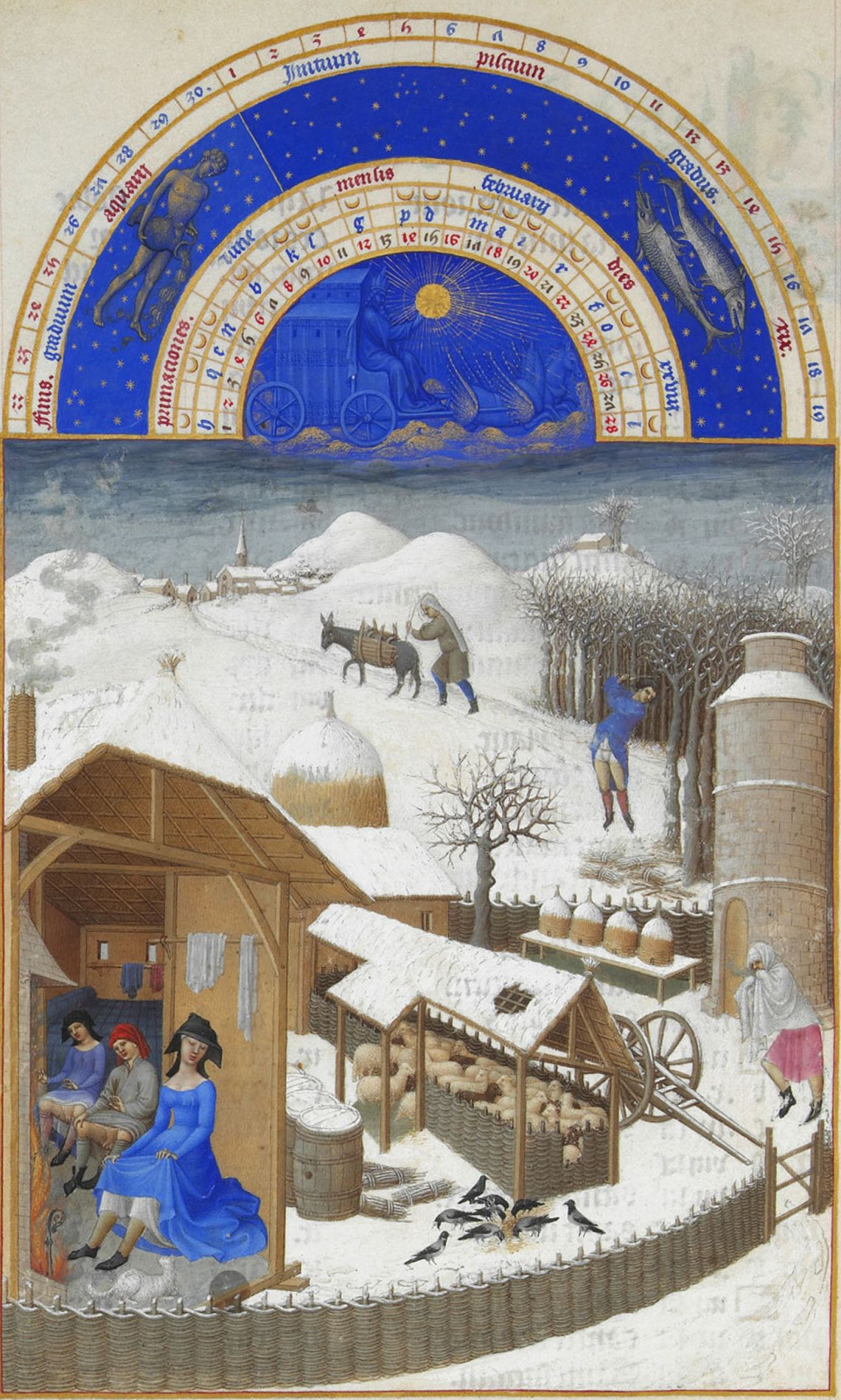
Februari i bröderna Limbourgs månadsbilder i Les Très Riches Heures du Duc de Berry.

Månadsbilder är skildringar av bondens arbete eller andra sysselsättningar som är karakteristiska för årets olika månader. De uttrycker årets gång och naturens kretslopp och pekar därmed i religiös mening på sambandet mellan liv och död, död och uppståndelse. Inte sällan kombineras bilderna med zodiakens tecken. 
Som golvmosaiker förekommer månadsbilder redan i hellenistisk, romersk och fornkristen konst. Under medeltiden fick månadsbilderna en viktig plats i kyrkans bildvärld och kan ses i karolingiska handskrifter samt i fresker och kyrkoskulpturer från romansk konst och framåt. Till exempel förekommer månadsbilder i de rikt dekorerade portalerna till franska katedraler under 1200-talet. I början av 1400-talet fick de stor betydelse för realismens utveckling i det fransk-burgundiska bokmåleriet; särskilt berömda är bröderna Limbourgs månadsbilder i Les Très Riches Heures du Duc de Berry.  Månadsbilder framställdes också under 1500- och 1600-talen, till exempel Pieter Brueghel den äldres berömda serie målningar med bland annat Jägarna i snön.